# Grupo Tata
O Grupo Tata é um conglomerado industrial Indiano fundado por Jamsetji Tata.

## Descrição
O Tata Group (Hindi: टाटा समूह) é uma transnacional localizada em Mumbai, Índia. Em termos de capitalização do mercado e das receitas, Tata Group é o maior grupo empresarial privado na Índia e tem sido reconhecida como uma das mais respeitadas empresas do mundo. Tem interesses em aço, automóveis, tecnologia da informação, comunicação, energia, chá e hotelaria. O Grupo Tata compreende 114 empresas e filiais em sete setores empresariais, 27 das quais estão listados publicamente. 65,8% da propriedade do Grupo Tata é realizada em fundos fiduciários.
As empresas que formam uma parte importante do grupo incluem a Tata Steel, Corus Steel, Tata Motors, Tata Consultancy Services, Tata Technologies, Tata Tea, Titan Industries, Tata Power, Tata Communications, Tata Teleservices, Tata AutoComp Systems Limited e do Taj Hotels.
O grupo leva o nome de seu fundador, Jamsetji Tata, e os presidentes do conglomerado são quase sempre membros da família. O atual presidente do grupo Tata é Ratan Tata, que assumiu a partir de 1991.
A pesquisa anual de 2009 pelo Reputation Institute classificou o Tata Group como a 11º empresa mais bem reputada em todo o mundo. A pesquisa incluiu 600 empresas globais.